# Dorobanți

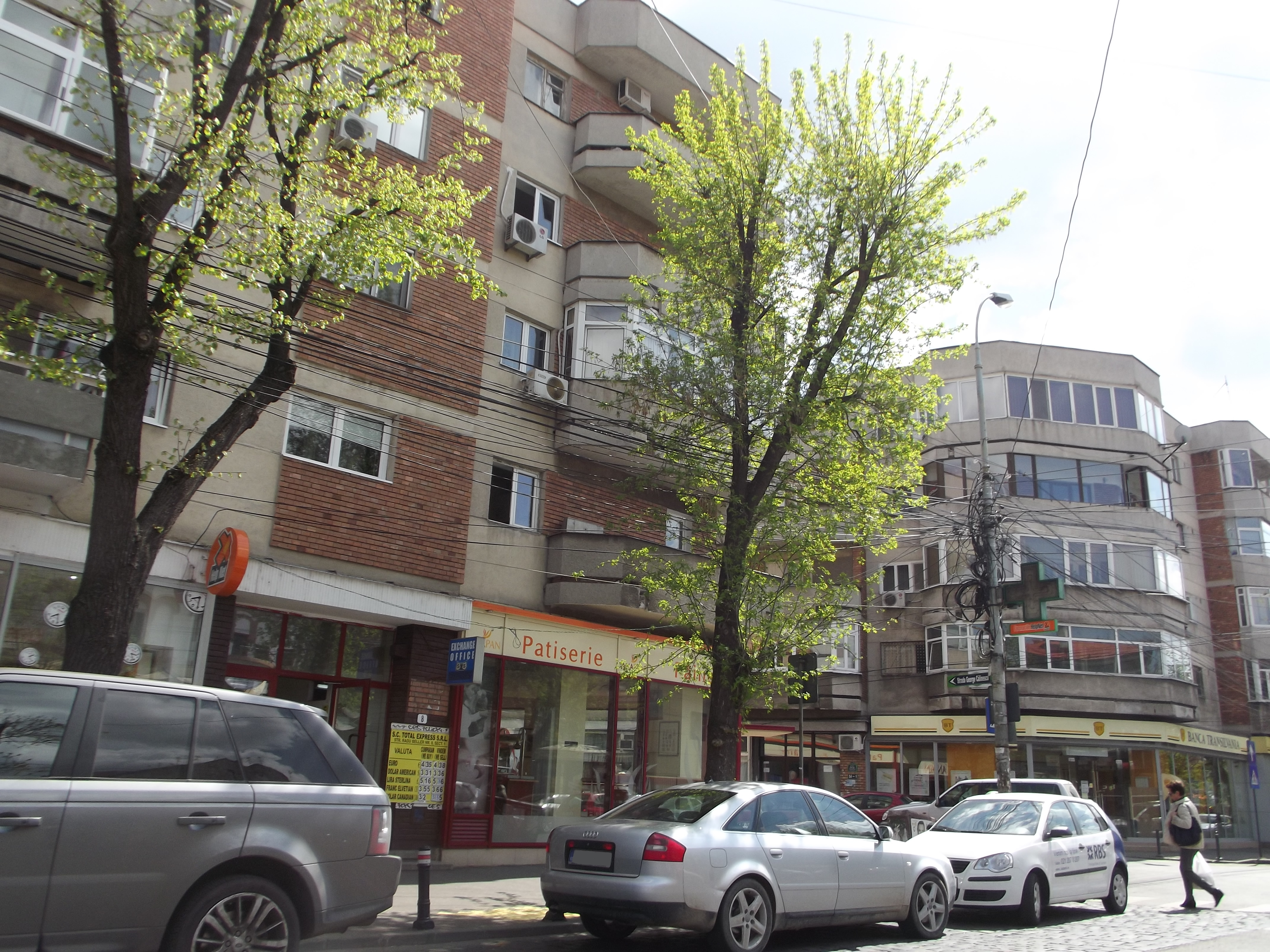
Bloc de apartamente în cartierul Dorobanți

Dorobanți este un cartier situat în sectorul 1 al Bucureștiului.

## Istorie
Calea Dorobanți este una dintre cele mai vechi străzi din București. Zona din jurul străzii a fost concepută și construită de la bun început pentru a forma un cartier exclusivist. Numele străzii a fost dat în 1878 în amintirea trupelor de dorobanți care au luptat la Plevna, Vidin și Grivița în cadrul Războiului de Independență al României.

## Limite
Dorobanți este limitat în sud de Piața Romană, la sud-est de strada Mihai Eminescu, la est de strada Polonă și cartierul Floreasca, la nord-est de cartierul Primăverii, la nord de Parcul Herăstrău, la vest de Bulevardul Aviatorilor și Piața Victoriei și la sud-vest de Bulevardul Lascăr Catargiu.

## Transport
Există patru stații de metrou în cartier: Aviatorilor, Victoriei, Piața Romană și Ștefan cel Mare.
Linii STB: 1, 10, 24, 42, 45, 46, 73, 76, 79, 86, 92, 97, 203, 205, 331, 301, 131, 282, 182, 330, 335, 135, 381, 126, 226, 122, 222, 168, 268, 368, 100, 783.

## Stil de viață
Cartierul este privit ca loc de întâlnire la cafenea sau terasă pentru cei înstăriți.

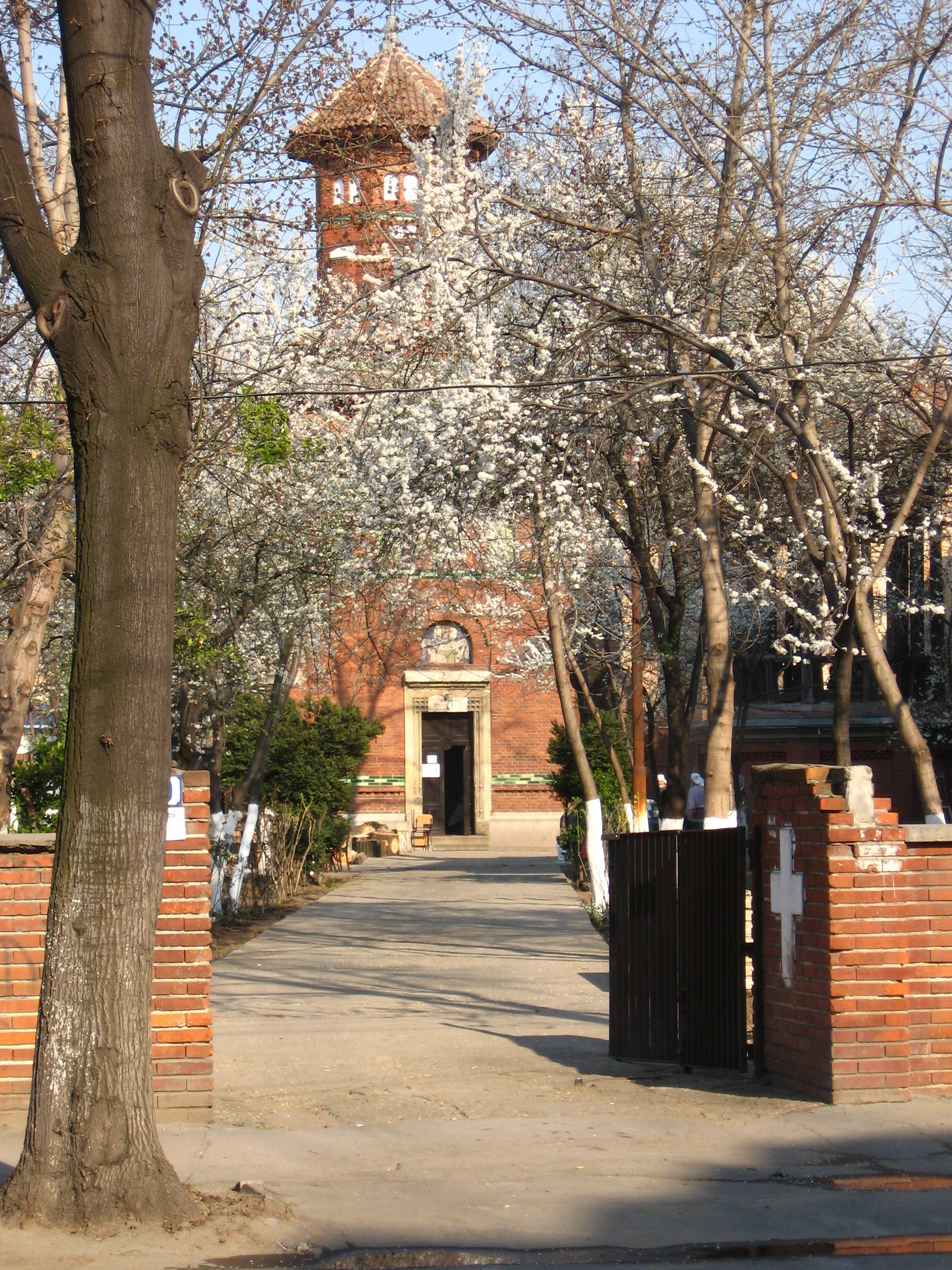
Biserică greco-catolică pe Strada Polonă